# Ian Matteoli
Ian Matteoli (* 30. Dezember 2005 in Bardonecchia) ist ein italienischer Snowboarder. Er startet in den Disziplinen Slopestyle und Big Air.

## Werdegang
Matteoli startete in der Saison 2018/19 erstmals im Europacup und im Januar 2021 in Laax erstmals im Snowboard-Weltcup. Dort errang er den 29. Platz in Halfpipe. Bei den Juniorenweltmeisterschaften 2021 in Krasnojarsk wurde er Neunter im Slopestyle, Achter im Big Air sowie Vierter in der Halfpipe und bei den Juniorenweltmeisterschaften 2022 in Leysin Elfter im Big Air sowie Achter im Slopestyle. In der Saison 2022/23 erreichte er in Copper Mountain mit dem dritten Platz im Big Air seine erste Podestplatzierung im Weltcup und sprang bei den Juniorenweltmeisterschaften 2023 in Cardrona auf den fünften Platz im Slopestyle. Zudem holte er dort die Bronzemedaille im Big Air. In der Saison 2023/24 kam er auf den neunten Platz im Slopestyle-Weltcup und in der Saison 2024/25 auf den zehnten Rang im Park & Pipe-Weltcup sowie auf den zweiten Platz im Big-Air-Weltcup. Dabei errang er in Peking und in Klagenfurt jeweils den zweiten Platz im Big Air. Zudem belegte er bei den Winter-X-Games 2025 in Aspen den zehnten Platz im Slopestyle und den sechsten Rang im Big Air. Beim Saisonhöhepunkt, Weltmeisterschaften 2025 in Engadin, wurde er Zehnter im Slopestyle und Siebter im Big Air.

## Erfolge

### Snowboard-Weltmeisterschaften
- 2025 Engadin: 7. Platz Big Air, 10. Platz Slopestyle

### Winter-X-Games
- 2025 Aspen: 6. Platz Big Air, 10. Platz Slopestyle

### Weltcup-Gesamtplatzierungen
| Saison  | Park & Pipe | Park & Pipe | Halfpipe | Halfpipe | Slopestyle | Slopestyle | Big Air | Big Air |
| Saison  | Punkte      | Platz       | Punkte   | Platz    | Punkte     | Platz      | Punkte  | Platz   |
| ------- | ----------- | ----------- | -------- | -------- | ---------- | ---------- | ------- | ------- |
| 2020/21 | 2           | 103.        | 2        | 41.      | -          | -          | -       | -       |
| 2022/23 | 62          | 49.         | -        | -        | -          | -          | 62      | 18.     |
| 2023/24 | 148         | 21.         | -        | -        | 74         | 9.         | 74      | 9.      |
| 2024/25 | 220         | 10.         | -        | -        | 10         | 48.        | 210     | 2.      |

### Juniorenweltmeisterschaften
- 2021 Krasnojarsk: 4. Platz Halfpipe, 8. Platz Big Air, 9. Platz Slopestyle
- 2022 Leysin: 8. Platz Slopestyle, 11. Platz Big Air
- 2023 Cardrona: 3. Platz Big Air, 5. Platz Slopestyle